# Mango Airlines
Mango Airlines – nieistniejąca południowoafrykańska tania linia lotnicza z siedzibą w Johannesburgu. Była częścią grupy South African Airways.
W lipcu 2021 linia została uziemiona w związku z brakiem spłaty swojego zadłużenia, a w 2022 odebrana została licencja umożliwiająca prowadzenie komercyjnej działalności lotniczej.